# Азербайджанский государственный кукольный театр
Театр кукол им. А. Шаига (азерб. Abdulla Şaiq adına Azərbaycan dövlət kukla teatrı) — азербайджанский государственный кукольный театр имени Абдуллы Шаига в Баку.

## История
Здание, в котором в данный момент размещается Кукольный театр, построено польским инженером Иосифом Плошко для кинотеатра «Феномен» в 1910 году. В 1921 году при участии архитектора Зивяр бека Ахмедбекова были проведены ремонтно-реставрационные работы, а также снесены украшавшие фасад здания скульптуры муз - покровительниц искусств. После этого в здании в разные времена располагались театры «Сатирагит-театр», Тюркский рабоче-крестьянский театр, Театр музыкальной комедии, Музей сельского хозяйства. Позднее здание было передано для репетиций театра песни народного артиста СССР Рашида Бейбутова.

Основание ныне существующего Азербайджанского государственного кукольного театра имени Абдулла Шаига заложил в 1931 году Мола Ага Бабирли. Первое представление данного театра было показано в 1932 году (представление под названием «Цирк»). В разные годы кукольный театр функционировал как самостоятельный Театр кукол, или же в составе Бакинской филармонии. В апреле 1964 года здание окончательно было передано кукольному театру. 
В театре имеются два отделения: азербайджанское и русское. Начиная с 1975 года в театре, наряду с детскими спектаклями, показываются спектакли и для взрослых.
В театре 200 посадочных мест.

## Труппа
- Гурбан Масимов — главный режиссёр
- Игбал Алиев — главный художник
- Эльхан Исмаилов — заведующий труппой
- Рахман Рахманов — актёр
- Рахиля Ибадова — актриса
- Эльмира Гусейнова — актриса
- Джемиля Аллахвердиева — актриса
- Сария Мансурова — актриса
- Рагим Рагимов — актёр
- Аслан Фатуллаев — актёр
- Лина Мамедова — актриса

## Постановки
- «Мелик Мамед» (спектакль)

## Международные фестивали и гастроли
Коллектив кукольного театра неоднократно принимал участие в театральных фестивалях в странах Европы и Азии.
В декабре 2023 года артисты театра приняли участие в XX Международном фестивале кукол и теневых театров (игры теней) «карагёз» в г. Бурса (Турция) со спектаклем «Мелик Мамед».